# Saison 2 de Grown-ish
 (juillet 2019).
Si vous disposez d'ouvrages ou d'articles de référence ou si vous connaissez des sites web de qualité traitant du thème abordé ici, merci de compléter l'article en donnant les références utiles à sa vérifiabilité et en les liant à la section « Notes et références ».
Chronologie
Saison 1 Saison 3
Cet article présente la liste des épisodes de la deuxième saison de la série télévisée américaine Grown-ish diffusée du 2 janvier 2019 jusqu'au 7 août 2019 sur Freeform.

## Distribution

### Acteurs principaux
- Yara Shahidi (VFB : Aaricia Dubois) : Zoey Johnson
- Deon Cole (VFB : Pierre Lognay) : Professeur Charlie Telphy
- Trevor Jackson (VFB : Maxime Van Santfoort) : Aaron Jackson
- Emily Arlook (VFB : Audrey d'Hulstère) : Nomi Segal
- Francia Raisa (VFB : Claire Tefnin) : Analisa "Ana" Patricia Torres
- Jordan Buhat (VFB : Brieuc Lemaire) : Vivek Shah
- Chloe Bailey (VFB : Nancy Philippot) : Jazlyn "Jazz" Forster
- Halle Bailey (VFB : Marie Braam) : Skylar "Sky" Forster
- Luka Sabbat (VFB : Pierre Le Bec) : Luca Hall

### Acteurs récurrents
- Katherine Moennig (VFB : Fanny Roy) : Professeur Paige Hewson
- Marcus Scribner (VFB : Esteban Oertli) : Andre Jr. Johnson
- Diggy Simmons (VFB : Olivier Prémel) : Douglas Frederick “Doug” Edwards

## Épisodes

### Épisode 1: (Better)
- États-Unis : 2 janvier 2019 sur Freeform

- États-Unis : 672 000 téléspectateurs[1] (première diffusion)

- Cate Cohen (VFB : Monia Douieb) : Mme Segal, maman de Nomi
- Emil Beheshti (VFB : David Manet) : Mr Segal, papa de Nomi
- Matthew Bohrer : Alex

### Épisode 2: (Nothing Was the Same)
- États-Unis : 2 janvier 2019 sur Freeform

- États-Unis : 556 000 téléspectateurs[1] (première diffusion)

### Épisode 3: (New Rules)
- États-Unis : 9 janvier 2019 sur Freeform

- États-Unis : 391 000 téléspectateurs[2] (première diffusion)

- Michael Cognata (VFB : David Manet) : Officier Dickson
- Kareem J. Grimes : Officier Middleton
- Lisa Dring (VFB : Monia Douieb) : Infirmière

### Épisode 4: (In My Feelings)
- États-Unis : 16 janvier 2019 sur Freeform

- États-Unis : 642 000 téléspectateurs[3] (première diffusion)

### Épisode 5: (Girls Like You)
- États-Unis : 23 janvier 2019 sur Freeform

- États-Unis : 473 000 téléspectateurs[4] (première diffusion)

- Katherine Moennig (VFB : Fanny Roy) : Professeur Hewson
- Zoe Cipres (VFB : Laetitia Liénart) : Angela

### Épisode 6: (Love Galore)
- États-Unis : 30 janvier 2019 sur Freeform

- États-Unis : 603 000 téléspectateurs[5] (première diffusion)

- Jeff Sanders : Coach

### Épisode 7: (Messy)
- États-Unis : 6 février 2019 sur Freeform

- États-Unis : 446 000 téléspectateurs[6] (première diffusion)

- Da'Vinchi (VFB : Fabian Finkels) : Cash Mooney
- Aketra Sevillian (VFB : Sarah Brahy) : Krista
- Christopher Collins (VFB : Stefano Paganini) : Brandon
- Ellington Ratliff (VFB : Gauthier de Fauconval) : Craig
- Emma Kennedy (VFB : Laetitia Liénart) : Emily
- Miles Frank (VFB : Gauthier de Fauconval) : Bob Tie Dude

### Épisode 8: (Working Me)
- États-Unis : 13 février 2019 sur Freeform

- États-Unis : 345 000 téléspectateurs[7] (première diffusion)

- Max Calder (VFB : Stefano Paganini)  : Frat Boy

### Épisode 9: (Body Count)
- États-Unis : 20 février 2019 sur Freeform

- États-Unis : 422 000 téléspectateurs[8] (première diffusion)

- Katherine Moennig (VFB : Fanny Roy) : Professeur Hewson
- Estefany Fuentes : Interprète
- Brandon Win : élève

### Épisode 10: (Wild'n Cuz I'm Young)
- États-Unis : 27 février 2019 sur Freeform

- États-Unis : 306 000 téléspectateurs[9] (première diffusion)

- Katherine Moennig (VFB : Fanny Roy) : Professeur Hewson
- Colton Tran : Terrence
- Kenna Wright : Lily

### Épisode 11: (Face the World)
- États-Unis : 6 mars 2019 sur Freeform

- États-Unis : 487 000 téléspectateurs[10] (première diffusion)

- Invité spécial : Laurence Fishburne (VFB : Robert Guilmard) : Pops Johnson
- Katherine Moennig (VFB : Fanny Roy) : Professeur Hewson
- Cate Cohen (VFB : Monia Douieb) : Mme Segal, maman de Nomi
- Emil Beheshti (VFB : David Manet) : Mr Segal, papa de Nomi

### Épisode 12: (Fake Love)
- États-Unis : 5 juin 2019 sur Freeform

- États-Unis : 550 000 téléspectateurs[11] (première diffusion)

### Épisode 13: (You Decide)
- États-Unis : 12 juin 2019 sur Freeform

- États-Unis : 506 000 téléspectateurs[12] (première diffusion)

- Marcus Scribner (VFB : Esteban Oertli) : Andre Jr. Johnson
- Katherine Moennig (VFB : Fanny Roy) : Professeur Hewson

### Épisode 14: (Can't Knock the Hustle)
- États-Unis : 19 juin 2019 sur Freeform

- États-Unis : 574 000 téléspectateurs[13] (première diffusion)

- Katherine Moennig (VFB : Fanny Roy) : Professeur Hewson
- Danielle Hoetmer : Lorelei
- Lauren Gaw : Samantha
- Gracie Marie Bradley : Kira
- Joe Lorenzo (VFB : Olivier Francart) : Ted

### Épisode 15: (Tweakin')
- États-Unis : 26 juin 2019 sur Freeform

- États-Unis : 402 000 téléspectateurs[14] (première diffusion)

- Katherine Moennig (VFB : Fanny Roy) : Professeur Hewson
- Raigan Harris : Rochelle

### Épisode 16: (Self Care)
- États-Unis : 3 juillet 2019 sur Freeform

- Marcus Scribner (VFB : Esteban Oertli) : Andre Jr. Johnson
- Diggy Simmons (VFB : Olivier Prémel) : Doug
- Roberto Martin : Mauricio
- Travis Wolfe Jr. : Basketteur

### Épisode 17: (Strictly 4 My…)
- États-Unis : 10 juillet 2019 sur Freeform

- Andrea K. Torres (VFB : Fanny Dumont) : Cameo
- Diggy Simmons (VFB : Olivier Prémel) : Doug
- D.C. Young Fly : Rafael

### Épisode 18: (Nice for What)
- États-Unis : 17 juillet 2019 sur Freeform

- Katherine Moennig (VFB : Fanny Roy) : Professeur Hewson

### Épisode 19: (Only Human)
- États-Unis : 24 juillet 2019 sur Freeform

- Diggy Simmons (VFB : Olivier Prémel) : Doug
- D.C. Young Fly : Rafael
- Miles Dausuel (VFB : Benjamin Thomas) : Mike
- Jordyn Woods (VFB : Lenaic Brulé) : Dee
- C.J. Sloan : PJ

### Épisode 20: (Mind Playing Tricks on Me)
- États-Unis : 31 juillet 2019 sur Freeform

- Marcus Scribner (VFB : Esteban Oertli) : Andre Jr. Johnson
- Diggy Simmons (VFB : Olivier Prémel) : Doug
- Joey Bada$$ : Joey Bada$$
- Sam Keller : le photographe
- Cameron J. Bedford : serveur

### Épisode 21: (Dreams and Nightmares)
- États-Unis : 7 août 2019 sur Freeform

- Diggy Simmons (VFB : Olivier Prémel) : Doug
- Rey Goyos : Docteur
- Alesha Rucci : Hôtesse de l'air
- Katee Shean : employée du magasin Pop-Up